# Carmine Pastore
Carmine Pastore is een Amerikaans componist en muziekpedagoog.

## Levensloop
Pastore studeerde aan het "Queens College" van de City University New York (CUNY) in New York, waar hij zijn Bachelor of Arts in Music Education behaalde. Vervolgens studeerde hij aan de Universiteit van Alabama in Tuscaloosa, waar hij zijn Master of Music behaalde. Verder nam hij deel aan het programma compositie en arrangement van de "Grove School of Music" in Los Angeles. 
Hij werd docent aan de Singapore American School (SAS) in Singapore en later aan de American School of Rio de Janeiro (Escola Americana do Rio de Janeiro) (EARJ) in Brazilië. Later werd hij docent en dirigent van de harmonieorkesten aan de Frank P. Long Intermediate School, South Country Schools in Bellport (New York) in de staat New York. Pastore is lid van de American Society of Composers, Authors and Publishers (ASCAP). 
Als componist schrijft hij werken voor harmonieorkest, vooral voor school- of jeugdorkesten.

## Composities

### Werken voor harmonieorkest
- 1999 A Call for Peace - Peace in the New Millenium
- 2005 Call of Courage
- 2005 When Dinosaurs Ruled the World
- Days of Dixie
- Gettin' Gospel
- Granada Overture
- Hanukkah Celebration
- Latin Journey
- No Stop Rock
- Of Honor and Glory
- Rockadelic

### Werken voor jazz-ensemble
- 2001 Back Burner
- 2006 Night Flight to Rio
- 2006 Til This Day
- 2006 We're Gonna Take It On Home
- Temprana Es la Noche